# 恋する吸盤!! 初めてのデート
『恋する吸盤!! 初めてのデート』（こいするきゅうばん はじめてのデート、Sucker for Love: First Date）は、DreadXPによるインディーゲーム。

## 概要
本作品はクトゥルフ神話を題材とした恋愛シミュレーションゲームであり、クトゥルフ、ハスター、ナイアーラトテップを攻略対象としている。フルボイスが実装されており、Steamとitch.ioで配信されている。
ビジュアルノベルであり、ストーリーを進めると出現する選択肢によってエンディングが変わる。

## 登場人物
Ln’eta
クトゥルフの少女。
Estir
ハスターの少女。
Nyanlathotep
ナイアーラトテップの少女。

## 反応
GamesRadar+のアリッサ・マーチャントは、本作を「楽しくて新鮮」と評した。